# Йелоу Пейджис
Йелоу Пейджис (на английски: The Yellow Payges) е американска рок група, предвождана от певеца Дан Хортър и образувана в Лос Анджелис през 1966 г. Макар да имат ограничен търговски успех, те правят много концертни обиколки и записват десет сингъла и една пълна плоча, след което се разпадат.

## История
Бандата е сформирана от певеца Дан Хортър в Лос Анджелис през април 1966 г. Той е член на сърф рок групата Дрифтонс от землището на Торънс, които се разформироват малко преди новото образувание. На представление на негови приятели от групата Палас Гард, което се провежда в клуб Хулабалу в Холивуд, той се качва на сцената и свири на хармоника и пее I'm a Man. Неговото представяне е толкова обаятелно, че съдържателят на клуба Гари Букаста кани Хортър да свика собствена група и да подгрява Нюбийтс 2 седмици по-късно. Хортър събира китаристите Джон Нокс и Лери Тайър, бас-китариста Хърби Рацлоф, и барабаниста Тери Рей (преди това в Дрифтонс), с които отговарят на предложението. Рей е заместен след това от Дан Горман, а групата си сменя името на Йелоу Пейджис (на английски: Yellow Payges, неточно изписване на pages, означаващо 'страници')
Те започват да свирят редовно в Хулабалу, и Букаста става техен мениджър. Следват още промени в персонала. Нокс и Тайър напускат и на тяхно място идват Боб Норсоф и Ранди Карлайл; Майк Ръмънс заменя Рацлоф. Щом Норсоф и Карлайл напускат, Ръмънс поема китарата, а Джим Ланъм идва на бас-китарата. Скоро след това той е заменен от Теди Руни, синът на актьора Мики Руни. През 1967 г. те издават дебютния си сингъл, Never See the Good in Me, с Шоуплейс, подразделение на Камео-Паркуей Рекърдс. Логичният успех, подхранен от този на продължението 'Jezebel, води до подписването на договор с Юни Рекърдс. Те издават сингъла Our Time Is Running Out, и групата отива на турне в Щатите като част от Дик-Кларковия „Хепънинг – 1967“, обикалящ 45 града за 45 дена.
Ръмънс и Руни напускат групата в средата на 1968 г., и са заместени от Бил Хем и Боб Барнс, които са от Форт Уърт, Тексас. Ръмънс създава нова група – Солт Енд Пепър, заедно с Рик Джеймс, Грег Рийвс и други. Йелоу Пейджис, сега състояща се от Хортър (главен вокал, хармоника), Хем (първа китара), Барнс (бас-китара) и Горман (барабани) – продължават да издават сингли, и свирят на Холивуд Боул като подгряваща група за Ерик Бърдън и Енималс, Раскалс и Томи Джеймс и Шонделс. Те също така правят концерти в подкрепа на Енималс, преди да почнат да подкрепят Бийч Бойс. Други групи, с които Пейджис поделят сцената, са Бъфало Спрингфийлд, Дорс, Пинк Флойд, Бърдс, Грейтфул Дед, както и Джеферсън Еърплейн. Йелоу Пейджис записват плочата Vol. 1, издадена от Юни около средата на 1969 г., и издават първите няколко сингли, включително една от най-запомнящите им се песни – Vanilla on My Mind, както и римейк на I'm a Man, която за малко се разминава с Хот 100 на Билборд. Те също така се появяват за участие в няколко регионални телевизионни предавания из Щатите, както и на Америкън Бендстенд. Дони Дакъс е за кратко на мястото на Хем на първа китара през 1969 г.
Групата скоро след това е наета за няколко реклами на Ей-Ти-Енд-Ти и нейните Йелоу Пейджис ('Жълти страници'), които според автора Джейсън Енкъни от Олмюзик „на практика унищожава акредитивите и инерцията им“. Според Хортър, „Ние бяхме намъкнати с тези безобразни жълтеникаво сатенени ризи с черни кадифяни панталони, и участвахме в тези нелепи реклами. Това унищожи идеалите, за които работехме толкова усърдно.“ Групата се разпада в края на 1970 г., по време на записа на тяхната втора пълна плоча.

## Последни новости
Боб Барнс, под псевдонима Роско Уест, по-късно си сътрудничи с Кинки Фридман и Т-Боун Бърнет. Хортър подписва индивидуален договор с Юни, но вокален материал така и не бива издаван. Той по-късно има успешно професионално развитие в индустрията на високите технологии.
The Yellow Payges Vol.1 е издаден на компактдиск през 2006 г.